# Farol da Ponta do Cintrão
O Farol da Ponta do Cintrão localiza-se na Ponta do Cintrão, promontório de apreciáveis dimensões. Localiza-se junto da Ribeirinha, concelho da Ribeira Grande, ilha de São Miguel, arquipélago dos Açores, Portugal.
- Nº nacional: 726.
- Nº internacional: D-2659.

Trata-se de uma torre cilíndrica com quatorze metros de altura e edifício anexo.